# Carlo I di Brunswick-Wolfenbüttel
Carlo di Brunswick-Wolfenbüttel (Brunswick, 1º agosto 1713 – Brunswick, 26 marzo 1780) fu duca di Brunswick-Bevern e principe di Wolfenbüttel dal 1735 fino alla sua morte.

## Biografia

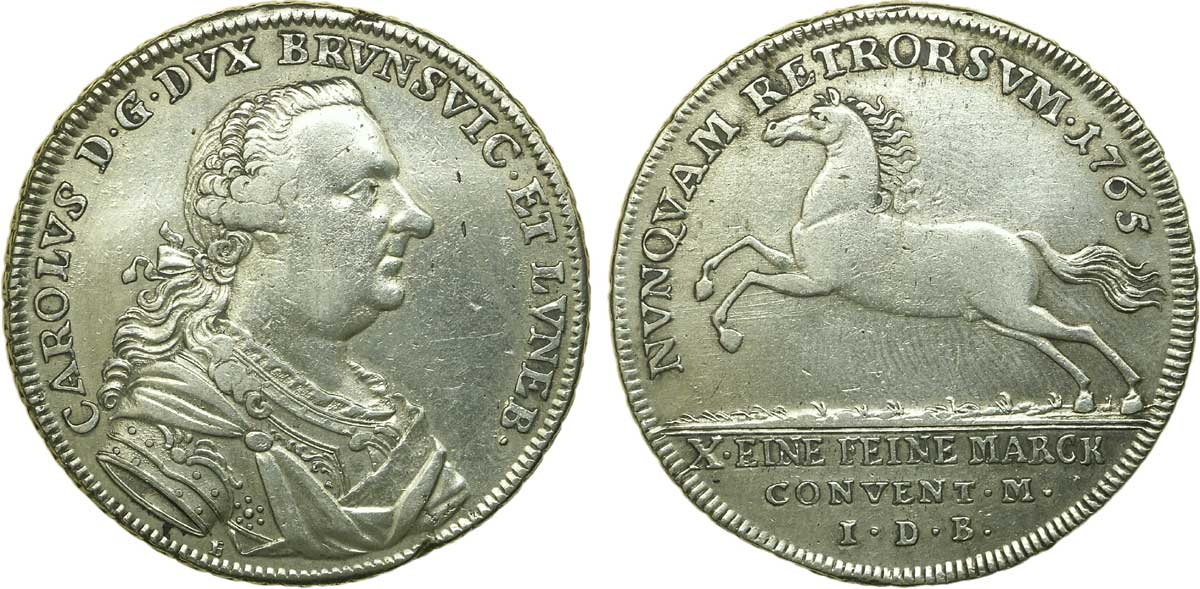
Carlo I di Brunswick-Wolfenbüttel, 1765

Carlo era il figlio maggiore di Ferdinando Alberto II di Brunswick-Lüneburg e di Antonietta Amalia di Brunswick-Wolfenbüttel.
Combatté sotto il principe Eugenio di Savoia contro l'Impero ottomano prima di ereditare il principato di Wolfenbüttel dal padre nel 1735.
Su suggerimento del suo confessore, Johann Friedrich Wilhelm Jerusalem, nel 1745 egli fondò il Collegium Carolinum, un istituto di alta educazione che è attualmente conosciuto col nome di Università tecnica di Braunschweig. Egli chiamò anche Gotthold Ephraim Lessing come bibliotecario della Bibliotheca augusta, ovvero l'attuale Herzog August Bibliothek a Wolfenbüttel.
Carlo tentò di promuovere lo sviluppo economico del suo Stato; ad esempio, egli fondò la manifattura di porcellana di Fürstenberg ed istituì polizze assicurative sugli incendi.
Tuttavia non si preoccupò particolarmente del controllo delle finanze dello Stato. Di conseguenza, nel 1773 suo figlio maggiore Carlo Guglielmo Ferdinando prese le redini del governo.

## Matrimonio
Nel 1733 Carlo sposò Filippina Carlotta, figlia del re di Prussia Federico Guglielmo I di Prussia e della regina Sofia Dorotea di Hannover, da cui ebbe tredici figli:
- Carlo Guglielmo Ferdinando (1735 – 1806), duca di Brunswick-Wolfenbüttel, generale prussiano ed eroe della battaglia di Jena;
- Giorgio Francesco (1736–1737);
- Sofia Carolina Maria (1737 – 1817), sposò Federico di Brandeburgo-Bayreuth;
- Cristiano Ludovico (1738–1742);
- Anna Amalia (1739 – 1807), sposò Ernesto Augusto II di Sassonia-Weimar-Eisenach;
- Federico Augusto (1740 – 1805), duca di Brunswick-Wolfenbüttel-Oels;
- Alberto Enrico (1742 – 1761);
- Luisa Federica (1743–1744);
- Guglielmo Adolfo (1745 – 1770);
- Elisabetta Cristina Ulrica (1746 – 1840), sposò il cugino Federico Guglielmo II di Prussia;
- Federica Guglielmina (1748–1758);
- Augusta Dorotea (1749 – 1803);
- Massimiliano Giulio Leopoldo (1752 – 1785).

## Ascendenza
|                                             |                                      |                                                              | Genitori                                              |  |  | Nonni |  |  | Bisnonni                      |  |  | Trisnonni                        |  |
|                                             |                                      |                                                              |                                                       |  |  |       |  |  | Augusto di Brunswick-Lüneburg |  |  | Enrico III di Brunswick-Lüneburg |  |
|                                             |                                      |                                                              |                                                       |  |  |       |  |  | Augusto di Brunswick-Lüneburg |  |  | Enrico III di Brunswick-Lüneburg |  |
|                                             |                                      | Ursula di Sassonia-Lauenburg                                 |                                                       |  |  |       |  |  | Augusto di Brunswick-Lüneburg |  |  |                                  |  |
| Ferdinando Alberto I di Brunswick-Lüneburg  |                                      |                                                              |                                                       |  |  |       |  |  | Augusto di Brunswick-Lüneburg |  |  |                                  |  |
|                                             |                                      | Sofia Elisabetta di Meclemburgo-Güstrow                      | Giovanni Alberto II di Meclemburgo-Güstrow            |  |  |       |  |  |                               |  |  |                                  |  |
|                                             |                                      | Sofia Elisabetta di Meclemburgo-Güstrow                      | Giovanni Alberto II di Meclemburgo-Güstrow            |  |  |       |  |  |                               |  |  |                                  |  |
|                                             |                                      | Sofia Elisabetta di Meclemburgo-Güstrow                      | Margherita Elisabetta di Meclemburgo-Güstrow          |  |  |       |  |  |                               |  |  |                                  |  |
| Ferdinando Alberto II di Brunswick-Lüneburg |                                      | Sofia Elisabetta di Meclemburgo-Güstrow                      |                                                       |  |  |       |  |  |                               |  |  |                                  |  |
|                                             |                                      | Federico d'Assia-Eschwege                                    | Maurizio d'Assia-Kassel                               |  |  |       |  |  |                               |  |  |                                  |  |
|                                             |                                      | Federico d'Assia-Eschwege                                    | Maurizio d'Assia-Kassel                               |  |  |       |  |  |                               |  |  |                                  |  |
|                                             |                                      | Federico d'Assia-Eschwege                                    | Giuliana di Nassau-Dillenburg                         |  |  |       |  |  |                               |  |  |                                  |  |
| Cristina d'Assia-Eschwege                   |                                      | Federico d'Assia-Eschwege                                    |                                                       |  |  |       |  |  |                               |  |  |                                  |  |
|                                             |                                      | Eleonora Caterina del Palatinato-Zweibrücken-Kleeburg        | Giovanni Casimiro del Palatinato-Zweibrücken-Kleeburg |  |  |       |  |  |                               |  |  |                                  |  |
|                                             |                                      | Eleonora Caterina del Palatinato-Zweibrücken-Kleeburg        | Giovanni Casimiro del Palatinato-Zweibrücken-Kleeburg |  |  |       |  |  |                               |  |  |                                  |  |
|                                             |                                      | Eleonora Caterina del Palatinato-Zweibrücken-Kleeburg        | Caterina Vasa                                         |  |  |       |  |  |                               |  |  |                                  |  |
| Carlo I di Brunswick-Wolfenbüttel           |                                      | Eleonora Caterina del Palatinato-Zweibrücken-Kleeburg        |                                                       |  |  |       |  |  |                               |  |  |                                  |  |
|                                             | Antonio Ulrico di Brunswick-Lüneburg | Augusto di Brunswick-Lüneburg                                |                                                       |  |  |       |  |  |                               |  |  |                                  |  |
|                                             | Antonio Ulrico di Brunswick-Lüneburg | Augusto di Brunswick-Lüneburg                                |                                                       |  |  |       |  |  |                               |  |  |                                  |  |
|                                             | Antonio Ulrico di Brunswick-Lüneburg | Dorotea di Anhalt-Zerbst                                     |                                                       |  |  |       |  |  |                               |  |  |                                  |  |
| Luigi Rodolfo di Brunswick-Lüneburg         | Antonio Ulrico di Brunswick-Lüneburg |                                                              |                                                       |  |  |       |  |  |                               |  |  |                                  |  |
|                                             |                                      | Elisabetta Giuliana di Schleswig-Holstein-Sonderburg-Norburg | Federico di Schleswig-Holstein-Sonderburg-Norburg     |  |  |       |  |  |                               |  |  |                                  |  |
|                                             |                                      | Elisabetta Giuliana di Schleswig-Holstein-Sonderburg-Norburg | Federico di Schleswig-Holstein-Sonderburg-Norburg     |  |  |       |  |  |                               |  |  |                                  |  |
|                                             |                                      | Elisabetta Giuliana di Schleswig-Holstein-Sonderburg-Norburg | Eleonora di Anhalt-Zerbst                             |  |  |       |  |  |                               |  |  |                                  |  |
| Antonietta Amalia di Brunswick-Wolfenbüttel |                                      | Elisabetta Giuliana di Schleswig-Holstein-Sonderburg-Norburg |                                                       |  |  |       |  |  |                               |  |  |                                  |  |
|                                             |                                      | Alberto Ernesto I di Oettingen-Oettingen                     | Gioacchino Ernesto di Oettingen-Oettingen             |  |  |       |  |  |                               |  |  |                                  |  |
|                                             |                                      | Alberto Ernesto I di Oettingen-Oettingen                     | Gioacchino Ernesto di Oettingen-Oettingen             |  |  |       |  |  |                               |  |  |                                  |  |
|                                             |                                      | Alberto Ernesto I di Oettingen-Oettingen                     | Anna Dorotea di Hohenlohe-Neuenstein-Gleichen         |  |  |       |  |  |                               |  |  |                                  |  |
| Cristina Luisa di Oettingen-Oettingen       |                                      | Alberto Ernesto I di Oettingen-Oettingen                     |                                                       |  |  |       |  |  |                               |  |  |                                  |  |
|                                             |                                      | Cristina Federica di Württemberg                             | Eberardo III di Württemberg                           |  |  |       |  |  |                               |  |  |                                  |  |
|                                             |                                      | Cristina Federica di Württemberg                             | Eberardo III di Württemberg                           |  |  |       |  |  |                               |  |  |                                  |  |
|                                             |                                      | Cristina Federica di Württemberg                             | Anna Caterina di Salm-Kyrburg                         |  |  |       |  |  |                               |  |  |                                  |  |
|                                             |                                      | Cristina Federica di Württemberg                             |                                                       |  |  |       |  |  |                               |  |  |                                  |  |